# Kraftwerk Slagnäs
Das Kraftwerk Slagnäs ist ein Wasserkraftwerk in der Gemeinde Arjeplog, Provinz Norrbottens län, Schweden, das am Skellefte älv liegt. Es ging 1989 in Betrieb. Das Kraftwerk ist im Besitz von Skellefteå Kraft und wird auch von Skellefteå Kraft betrieben. Die Ortschaft Slagnäs liegt ca. 500 m westlich des Kraftwerks.

## Absperrbauwerk

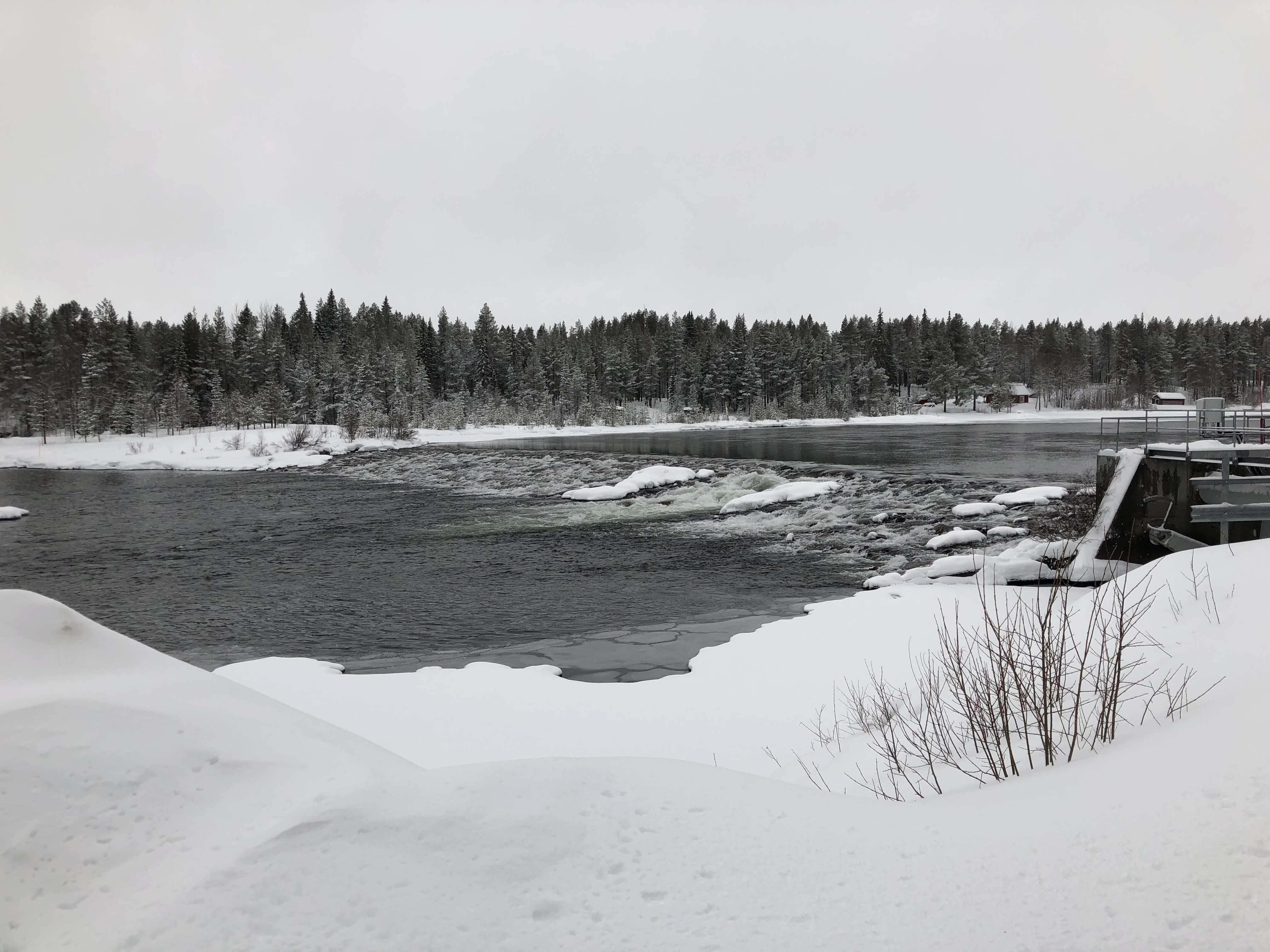
Die Stauanlage

Das Absperrbauwerk besteht aus einer kleinen Stauanlage aus Steinblöcken am Abfluss des Sees Naustajaure. Die Stauanlage ist so konstruiert, dass sie an einer Stelle von Fischen überwunden werden kann.
Das minimale Stauziel liegt bei 413,5 m, das maximale bei 414 m über dem Meeresspiegel. Der Naustajaure erstreckt sich über eine Fläche von 16 km². Das Bemessungshochwasser liegt bei 591 m³/s; die Wahrscheinlichkeit für das Auftreten dieses Ereignisses wurde mit einmal in 100 Jahren bestimmt. Das größte anzunehmende Hochwasser wurde mit 773 m³/s berechnet.

## Kraftwerk
Das Kraftwerk ging 1989 in Betrieb. Es verfügt mit einer Turbine über eine installierte Leistung von 7 MW. Die durchschnittliche Jahreserzeugung liegt bei 30 (bzw. 30,7 oder 32) Mio. kWh.
Die Fallhöhe beträgt 5 m. Der maximale Durchfluss liegt bei 160 m³/s; die mittlere Wasserführung des Skellefte älvs beträgt beim Kraftwerk Slagnäs 106,6 m³/s.